# Колодниця (озеро)
Коло́дниця — заплавне озеро у Козелецькому районі Чернігівської області, на лівому березі Десни (басейн Дніпра), між селами Соколівкою і Самійлівкою.

## Опис
Довжина понад 5 км, ширина до 200 м, площа 0,5 км², глибина до 5 м. Улоговина звивистої форми з розгалуженнями у північній частині. Береги пологі, вкриті переважно лучною рослинністю, лише у південній частині поросли дубовим лісом. Живиться Колодниця водами Десни, з якою сполучена протокою.
Температура води влітку +19 °C на глибині 0,5 м від дна. Взимку замерзає. Прозорість води до 1,2 м. Дно піщане.
Воду використовують для сільськогосподарських потреб. Колодниця та його береги — місце відпочинку, рибальства, мисливство.

## Флора і фауна
Серед водяної рослинності — очерет звичайний, рогіз широколистий, кушир занурений тощо, є реліктові (сальвінія плаваюча) та комахоїдні (пухирник звичайний) рослини.
Водяться карась, окунь, плітка та інші. У прибережних заростях — гніздування очеретянок, болотяних крячків.